# Port lotniczy Nowosybirsk-Siewiernyj
Port lotniczy Nowosybirsk-Siewiernyj (ros. Аэропорт "Северный", ang. Severny Airport lub Northern airport, ICAO: UNCC) – były port lotniczy położony w rejonie zajelcowskim, w Nowosybirsku, w obwodzie nowosybirskim Federacji Rosyjskiej. Nieczynny od 1 lutego 2011 roku. 
Port obsługiwał przewozy lokalne i regionalne oraz specjalne loty Ministerstwa Obrony i Ministerstwa Spraw Wewnętrznych. Był również używany jako lotnisko sportowe przez lokalne aerokluby. Przyjmował samoloty typu: Ił-114, An-24, An-72, Jak-40. Na terenie lotniska znajduje się nowosybirski zakład naprawy samolotów, który dysponuje własną flotą śmigłowców Mi-8. 

## Historia portu lotniczego

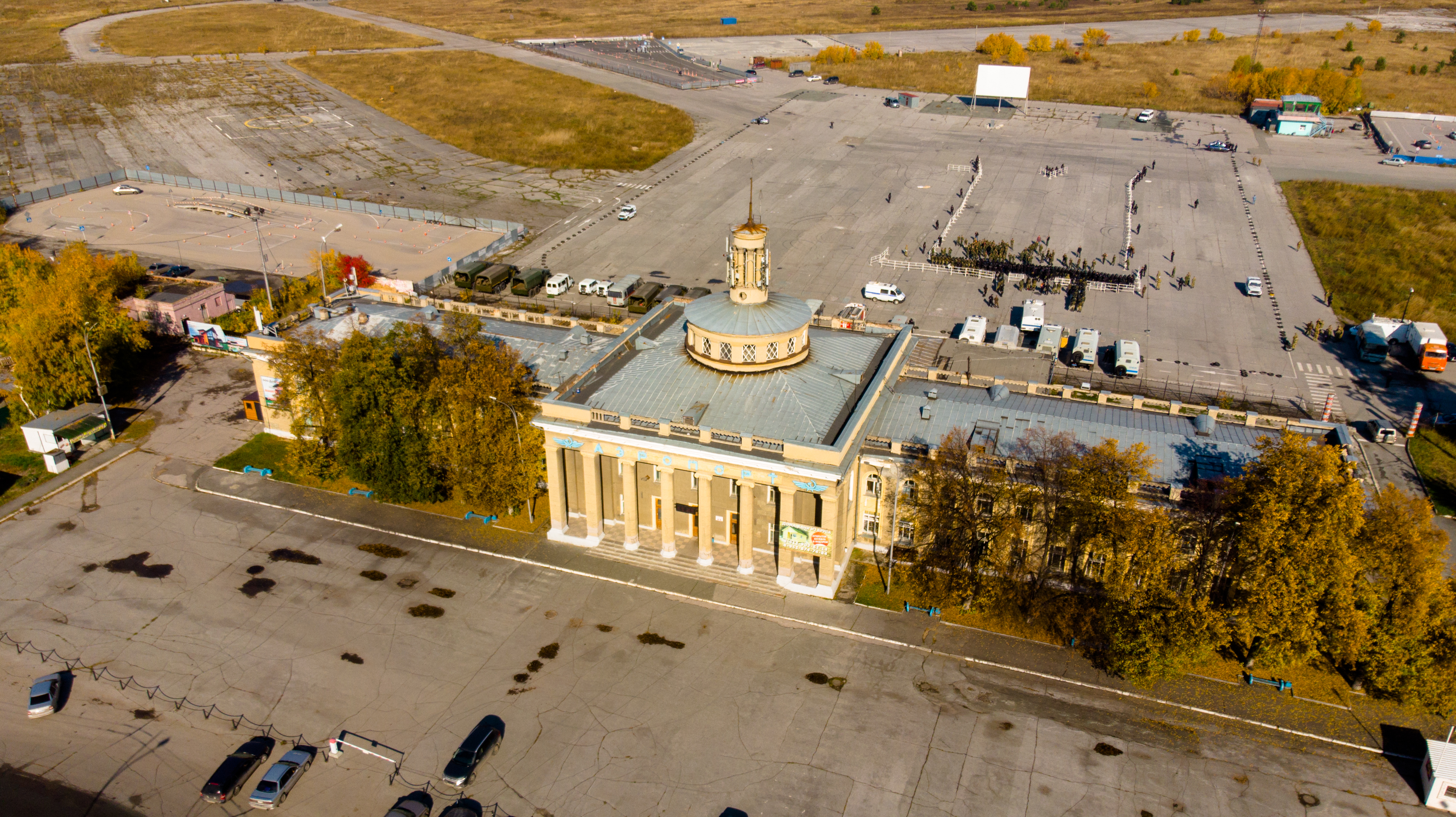
Terminal portu lotniczego Nowosybirsk-Siewiernyj w 2018 roku.

Budowa lotniska trwała od połowy lat dwudziestych. Otwarto je w 1929 roku. Pierwszy cywilny lot odbył się 17 maja 1929 roku. 
W 1934 roku zbudowano drewniany terminal, przyjmujący pasażerów. W 1938 roku powstało centrum rekreacyjne dla pracowników oraz zaplecze socjalne, w tym domy dla pilotów. W latach 1956 – 1957 zbudowano murowany terminal, stojący do dziś, wpisany do rejestru zabytków. Do 1957 roku Nowosybirsk-Siewiernyj był jedynym portem lotniczym w Nowosybirsku. 
Od 12 lipca 1957 roku, po otwarciu portu lotniczego Nowosybirsk-Tołmaczowo, Nowosybirsk-Siewiernyj obsługiwał wyłącznie przewozy regionalne i lokalne. 
W latach dziewięćdziesiątych zainteresowanie nimi spadło, a Nowosybirsk-Siewiernyj zaczął wykazywać straty. Niezależne kontrole wykazały nieprawidłowości w zarządzaniu finansami portu lotniczego. 
Lotnisko przejęła spółka Nowosybirsk Awia (ros. ОАО „Новосибирск Авиа”), odpowiedzialna za lokalne przewozy. 21 stycznia 2004 roku ogłosiła upadłość. Następnie wdrożono plan ratowania spółki i portu lotniczego, zakończony powodzeniem. 
W sierpniu 2008 roku w porcie lotniczym Nowosybirsk-Siewiernyj odbyły się I Mistrzostwa Świata w pilotażu samolotu Jak-52.
W 2010 roku Nowosybirsk Awia ponownie ogłosiła upadłość. Od 1 lutego port lotniczy nie przyjmował samolotów, a jego majątek został wyprzedany. 14 lutego 2010 roku majątek Nowosybirsk Awia (do którego należały budynki lotniska, pasy startowe i grunt) przejęła moskiewska spółka „Lira”. Maszyny Ministerstwa Obrony, które znajdowały się na terenie portu Nowosybirsk-Siewiernyj, zostały przetransportowane na lotnisko Nowosybirsk-Tołmaczowo. Część floty, należącej do spółki Nowosybirsk Awia (9 samolotów An-2, An-24 i An-30W) pozostała na lotnisku Nowosybirsk-Siewiernyj i nie znalazła nabywców, gdyż maszyny uznano za przestarzałe i niezdatne do użytku. 

## Plany zabudowy

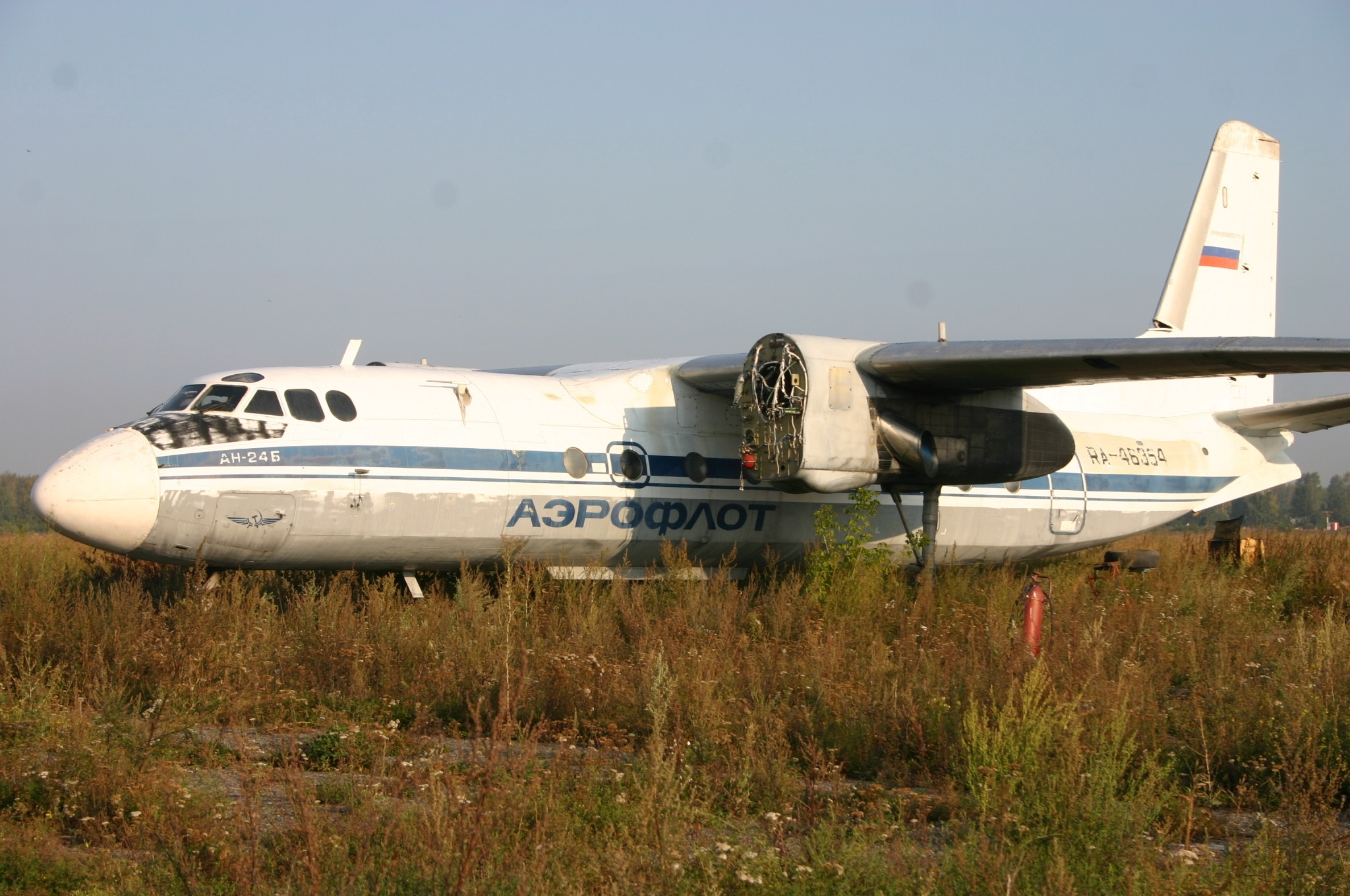
Nieużywany samolot An-24 na terenie portu Nowosybirsk-Siewiernyj, 2012 rok.

Obecnie teren byłego portu lotniczego, zajmujący 1024 hektary, stoi pusty. W 2011 roku pojawiła się koncepcja wybudowania tu osiedli mieszkaniowych. 
W 2017 roku rozważano przebudowanie budynków portu lotniczego na obiekty sportowe, w tym lodowisko i halę bokserską. W ostatnich planach zagospodarowania przestrzennego uwzględniono teren lotniska. Do 2030 roku ma powstać tu dzielnica mieszkaniowa. Przewidziane jest również doprowadzenie do niej linii nowosybirskiego metra.
Z prac budowlanych wyłączony został terminal portu Nowosybirsk-Siewiernyj, który 27 lipca 2005 roku został wpisany na listę zabytków. 